# جائزة كيبيك الكبرى للدراجات 2012
جائزة كيبيك الكبرى للدراجات 2012 هو سباق دراجات هوائية أقيم بتاريخ 7 سبتمبر 2012، تكون السباق من 1 مراحل وامتدّ لمسافة 201.6 كم بسرعة 40.99 كم/س، استغرق السباق 4 ساعة 53 دقيقة 04 ثانية. فاز به الأسترالي سيمون جيرانس.

## الترتيب
| م                     | الدرّاج       | البلد    | الزمن                    |
| --------------------- | ------------ | -------- | ------------------------ |
| الفائز بالترتيب العام | سيمون جيرانس | أستراليا | 4 ساعة 53 دقيقة 04 ثانية |